# Tektamos
Tektamos (altgriechisch Τέκταμος), auch Tektaphos (Τέκταφος) oder Teutamos (Τεύταμος), ist in der griechischen Mythologie ein kretischer Herrscher und Gemahl der Tochter des Kretheus. Mit ihr zeugte er Asterios, den Adoptivvater von Minos, Rhadamanthys und Sarpedon.
Nach Diodor (Diod. Sic. 4,60,2) war Tektamos der Sohn von Doros, dem Stammvater der Dorer, Enkel des Hellen und Urenkel des Deukalion. Er stammte aus der späteren Hestiaiotis in Nordwestthessalien. Tektamos verließ mit einigen Siedlern seine Heimat Thessalien und zog mit sich anschließenden Aiolern und Pelasgern nach Kreta, wo er König der Insel wurde.
Karl Hoeck sprach sich für die Bevorzugung der Schreibweise Teutamos aus, da der Name aus Pelasgergenealogien entlehnt sei. Dem folgend leitet Fred C. Woudhuizen das Wort Τεύταμος (Diod. Sic. 4,60,2) oder Τευταμίας (Apollod. Bibl. 2,4,4) von der proto-indoeuropäischen Wurzel *teutā- für „Menschen“ bzw. „Stamm“ ab.